# Minilimosina aterga
Minilimosina aterga är en tvåvingeart som beskrevs av Rohacek och Marshall 1988. Minilimosina aterga ingår i släktet Minilimosina och familjen hoppflugor.
Artens utbredningsområde är Nepal. Inga underarter finns listade i Catalogue of Life.